# فريدريك س. بلوم
فريدريك س. بلوم هو شخصية أعمال نرويجي، ولد في 14 يوليو 1893، وتوفي في 5 سبتمبر 1970.